# Levin August von Bennigsen
Levin August Gottlieb Theophil, Graf von Bennigsen (em russo: Левин Август Готлиб Теофиль фон Беннигсен, também em em russo: Леонтий Леонтьевич Беннигсен; 10 de fevereiro de 1745 – 3 de dezembro de 1826) foi um general alemão a serviço do Império Russo. Bennigsen se destacou na história russa como o homem que enfrentou Napoleão Bonaparte com distinção na Batalha de Eylau; no entanto, sofrendo de problemas de saúde, foi derrotado em Friedland alguns meses depois. Bennigsen também desempenhou um papel crucial ao derrotar Napoleão decisivamente na Guerra da Sexta Coligação.

## Biografia

### Primeiros serviços
Bennigsen nasceu em 10 de fevereiro de 1745 em uma família nobre do Eleitorado de Hanôver em Braunschweig (topônimo em inglês: Brunswick). Sua família possuía várias propriedades em Banteln, em Hanôver. Bennigsen serviu sucessivamente como pajem na corte hanoveriana e como oficial da guarda de infantaria, e quatro anos depois, em 1763, como capitão, participou da campanha final da Guerra dos Sete Anos. Em 1764, após a morte de seu pai e seu casamento com a baronesa Steinberg, ele se aposentou do Exército de Hanôver e estabeleceu-se nas propriedades que possuía em Banteln. Em 1773, pouco após retornar brevemente ao serviço hanoveriano, ele ingressou no serviço russo como oficial de campo, sendo aceito no regimento de mosqueteiros de Vyatka no mesmo ano. Lutou contra os turcos em 1774 e em 1778, tornando-se tenente-coronel neste último ano. Em 1787, sua atuação na tomada de Ochakov lhe rendeu a promoção ao posto de brigadeiro, e ele se destacou repetidamente ao esmagar a Insurreição de Kościuszko (batalhas de Lipniszki, Soły) e na Guerra Persa de 1796, onde lutou na batalha de Derbent. Em 9 de julho de 1794, foi promovido a major-general por suas realizações na campanha anterior, e em 26 de setembro de 1794 foi condecorado com a Ordem de São Jorge de Terceiro Grau e recebeu uma propriedade no Governo de Minsk.
Em 1798, Bennigsen foi demitido do serviço militar pelo czar Paulo I, supostamente por suas conexões com Platon Zubov. Sabe-se que ele teve uma participação ativa na fase de planejamento da conspiração para assassinar Paulo I, mas seu papel no assassinato propriamente dito permanece conjectural. O czar Alexandre I o nomeou governador-geral da Lituânia em 1801 e, em 1802, general de cavalaria.

### Guerras Napoleônicas
Em 1806, Bennigsen comandava um dos exércitos russos operando contra Napoleão, quando lutou na Batalha de Pułtusk e encontrou o imperador em pessoa na sangrenta batalha de Eylau (8 de fevereiro de 1807). Na Batalha de Pułtusk, ele resistiu às tropas francesas comandadas por Jean Lannes antes de recuar. Isso lhe rendeu a Ordem de São Jorge de Segundo Grau, e após a batalha de Eylau, foi agraciado com a Ordem de Santo André — a mais alta condecoração do império russo. Em Eylau, ele pôde alegar ter infligido a primeira derrota sofrida por Napoleão, mas seis meses depois, Bennigsen sofreu a devastadora derrota de Friedland (14 de junho de 1807), cuja consequência direta foi o Tratado de Tilsit.
Bennigsen foi fortemente criticado pela Batalha de Friedland e pelo declínio da disciplina no exército,[carece de fontes?] e então se retirou por alguns anos, mas na campanha de 1812 ele reapareceu no exército em várias posições de responsabilidade. Ele esteve presente na Batalha de Borodino, e derrotou Murat no engajamento de Tarutino, onde foi ferido na perna, mas, devido a uma disputa com o marechal Kutuzov, comandante-chefe russo, foi obrigado a se retirar do serviço militar ativo em 15 de novembro.

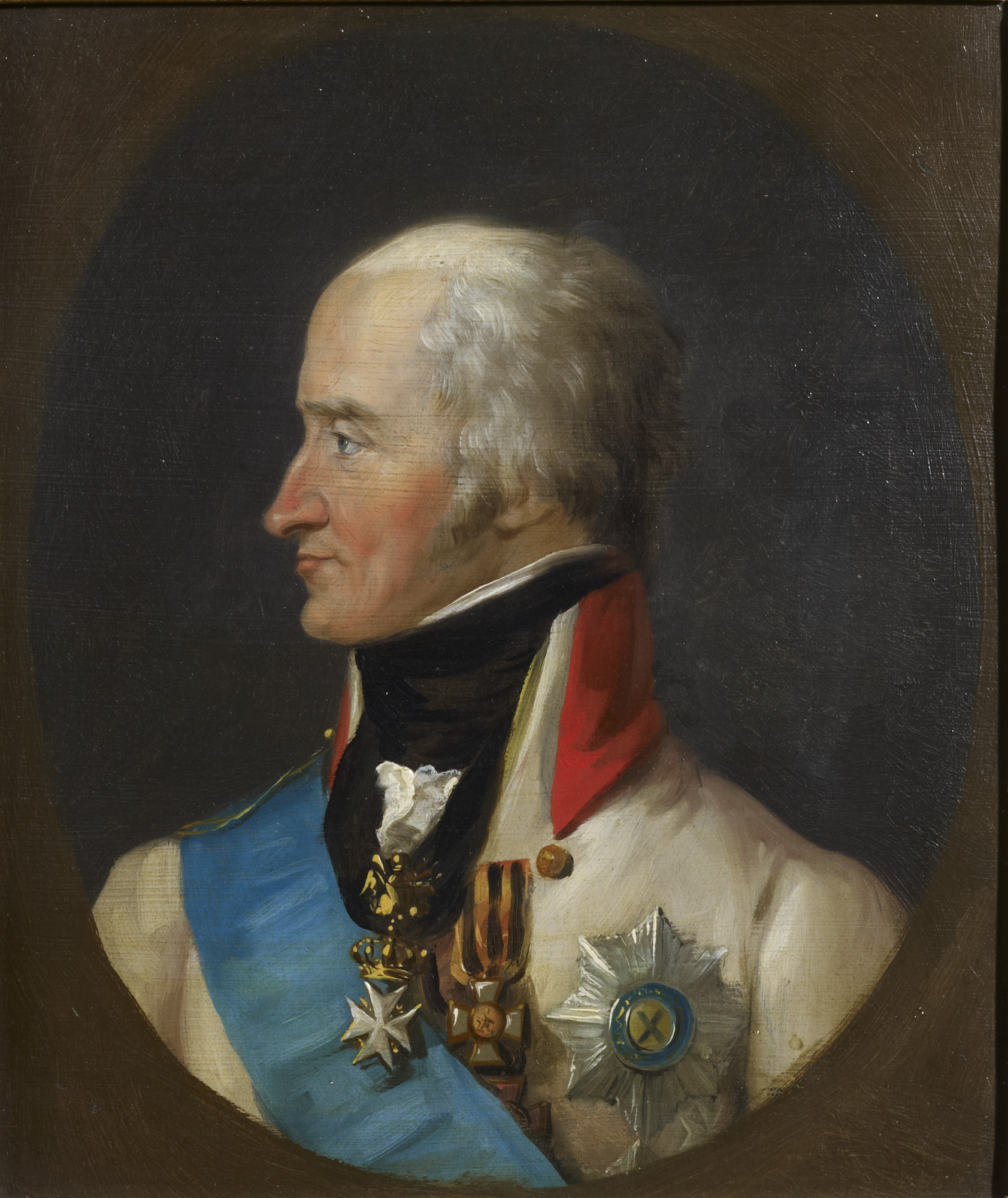
Bennigsen com a Fita de São Jorge.

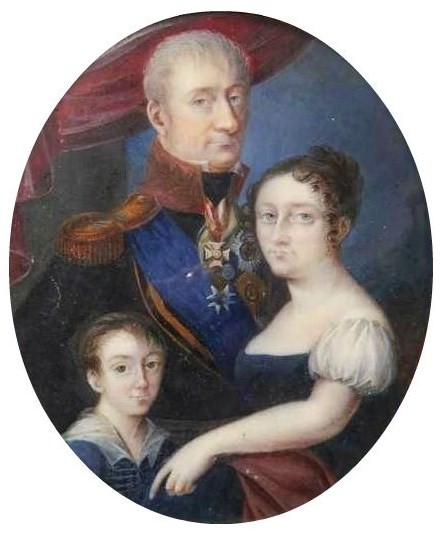
Conde Bennigsen e sua família
- Esposa Maria-Leonarda
- Filho Alexander

Após a morte de Kutuzov, Bennigsen foi reconvocado e colocado no comando de um exército. Bennigsen participou das batalhas de Bautzen e Lützen, liderando uma das colunas que fez o ataque decisivo no último dia da Batalha de Leipzig (16–19 de outubro de 1813). Na mesma noite, foi nomeado conde pelo imperador Alexandre I, e posteriormente comandou as forças que operaram contra o marechal Davout no norte da Alemanha, notavelmente no Cerco de Hamburgo (1813–14), que durou um ano. Após o Tratado de Fontainebleau, foi condecorado com a Ordem de São Jorge de Primeiro Grau — a mais alta ordem militar russa — por suas ações nas guerras napoleônicas em geral.

### Últimos anos
Após a paz geral, Bennigsen ocupou um comando de 1815 a 1818, quando se aposentou do serviço ativo e se estabeleceu em sua propriedade hanoveriana em Banteln, perto de Hildesheim. Ao final de sua vida, ele perdeu completamente a visão. Ele faleceu em 3 de dezembro de 1826, em Banteln, oito anos após sua aposentadoria. Seu filho, o conde Alexander Levin von Bennigsen (1809-1893), foi um destacado estadista hanoveriano.
Bennigsen escreveu o livro em três volumes "Mémoires du général Bennigsen", publicado em Paris em 1907-1908. Embora contenha detalhes "fascinantes" sobre as guerras e batalhas russas entre 1806 e 1813, a obra frequentemente embeleza os fatos históricos. Uma edição em inglês das memórias de Bennigsen sobre a campanha de 1806-1807 foi publicada em 2023.

## Outras fontes
- Mikaberidze, Alexander (2005). Russian Officer Corps of the Revolutionary and Napoleonic Wars. [S.l.]: Casemate Publishers. ISBN 978-1611210026
- Mikaberidze, Alexander, ed. (2023). Confronting Napoleon: Levin von Bennigsen's Memoir of the Campaign in Poland, 1806–1807. [S.l.]: Helion. ISBN 978-1804513057
- Polovtsov, Alexander (1900). Dicionário Biográfico Russo. II: Алексинский – Бестужев-Рюмин. São Petersburgo: Типография Главного Управления Уделов. pp. 700–712